# Бријенца
Бријенца (итал. Brienza) је насеље у Италији у округу Потенца, региону Базиликата.
Према процени из 2011. у насељу је живело 2731 становника. Насеље се налази на надморској висини од 695 м.

## Становништво
| 1931. | 1936. | 1951. | 1961. | 1971. | 1981. | 1991. | 2001. | 2011. |
| ----- | ----- | ----- | ----- | ----- | ----- | ----- | ----- | ----- |
| 3.790 | 3.893 | 4.659 | 4.362 | 4.108 | 4.054 | 4.144 | 4.067 | 4.082 |